# Österreichisches Komitee für Soziale Arbeit
Das Österreichische Komitee für Soziale Arbeit (ÖKSA) ist eine österreichische Dachorganisation staatlicher und nichtstaatliche Organisationen zur Sozialpolitik. Sitz des überparteilichen bundesweit tätigen Vereins ist Wien.

## Geschichte
Der Verein wurde im Jahr 1956 gegründet und wurde im gleichen Jahr unter der Bezeichnung ÖKSA/Sozialdienst für ungarische Flüchtlinge in Kooperation mit den Vereinten Nationen für Flüchtlingsfragen für die Integration der Flüchtlinge des Ungarischen Volksaufstandes tätig. Das Komitee wurde Mitglied im International Council on Social Welfare, einer internationalen Dachorganisation, welche 1928 in Paris begründet wurde und bei den Vereinten Nationen für den Sozialbereich in der Platform of European Social NGOs den beratenden Status hat.

## Mitglieder
Das Präsidium wird von Vertretern der fünf großen Wohlfahrtsverbände Caritas Österreich, Evangelisches Hilfswerk Österreich, Volkshilfe Österreich, Hilfswerk Österreich, Österreichisches Rotes Kreuz sowie von zwei großen Organisationen aus der Behindertenarbeit mit Jugend am Werk und Lebenshilfe Österreich gebildet. Daneben die Vertreter des Staates mit dem Bundesministerium für soziale Sicherheit, Generationen und Konsumentenschutz und die drei größten Bundesländer Niederösterreich, Oberösterreich und Wien, mit der Aufgabe alle neun Länder zu vertreten.

## Arbeitsweise
Bei den Treffen des Präsidiums mit zwölf Vertretern sitzen Sozialexperten und politische Entscheidungsträger an einem Tisch. Bei Tagungen verbreitert sich der Kreis stark. Es geht dabei um einen Erfahrungsaustausch, wie auch darum, Erkenntnisse und Forderungen an die Politiker des Bundes und der Länder zu geben. Themen waren ältere und behinderte Menschen betreffende Fragen, die Situation der Pflege selbst, sowie Armut und soziale Ausgrenzung und Kinder- und Jugendarbeit.

## Präsidenten
- 1975–2000: Alois Stacher
- seit 2000: Michael Chalupka